# ناحیه‌های انگلستان
ناحیه‌های انگلستان، بخشی از بالاترین لایه‌های تقسیماتی کشور انگلستان است که برای مقاصد آماری توسط دولت مرکزی به وجود آمده‌است. در سال ۱۹۹۸ مجامع ناحیه‌ای بر اساس ۹ ناحیه تشکیل شد. اختیارات این مجامع محدود است و در بسیاری از امور حق انتخاب ندارند. هر ناحیه دارای یک دفتر دولتی است که مسئولیت‌هایی در قبال صنعت، آموزش، کشاورزی، حمل و نقل، استخدام و محیط زیست دارد. از سال ۱۹۹۹ این ۹ منطقه به عنوان حوزه‌هایی از پارلمان اروپا به رسمیت شناخته شدند.
ناحیه‌ها از ساختار یکنواخت و پیوسته برخوردار نیستند؛ بنابراین تقسیمات و طرح‌ها در آنها متفاوت است.

## فهرست نواحی
| استان              | مرکز         | مساحت km2 | جمعیت (۲۰۱۱) | تراکم جمعیت |
| ------------------ | ------------ | --------- | ------------ | ----------- |
| شمال شرقی انگلستان | نیوکاسل      | ۸٬۵۹۲     | ۲٬۵۹۷٬۰۰۰    | ۳۰۲٫۳       |
| شمال غربی انگلستان | سنت هلنز     | ۱۴٬۱۶۵    | ۷٬۰۵۲٬۰۰۰    | ۴۹۷٫۸       |
| میدلند غربی        | بیرمنگام     | ۱۳٬۰۰۴    | ۵٬۶۰۲٬۰۰۰    | ۴۳۰٫۸       |
| میدلند شرقی        | ملتون ماوبری | ۱۵٬۶۲۷    | ۴٬۱۷۲٬۱۷۹    | ۲۶۷         |
| لندن بزرگ          | سیتی لندن    | ۱٬۵۷۲     | ۸٬۱۷۴٬۰۰۰    | ۵٬۱۹۹٫۷     |
| شرق انگلستان       | فلمپتون      | ۱۹٬۱۲۰    | ۵٬۸۴۷٬۰۰۰    | ۳۰۵٫۸       |
| جنوب شرقی انگلستان | گیلدفورد     | ۱۹٬۰۹۶    | ۸٬۶۳۵٬۰۰۰    | ۴۵۲٫۲       |
| جنوب غربی انگلستان | بریستول      | ۲۳٬۸۲۹    | ۵٬۲۸۹٬۰۰۰    | ۲۲۲         |
| یورکشایر و هامبر   | ویکفیلد      | ۱۵٬۴۲۰    | ۵٬۱۴۲٬۴۰۰    | ۳۳۳٫۵       |